# Washington Police
Washington Police (The District) est une série télévisée américaine en 89 épisodes de 42 minutes, créée par Terry George et Jack Maple, et diffusée entre le 7 octobre 2000 et le 1er mai 2004 sur le réseau CBS.
En France, la série a été diffusée à partir du 27 septembre 2001 sur Série Club et sur TF6, en Suisse sur TSR1, en Belgique sur RTL-TVI, et au Québec à partir du 1er septembre 2009 à Séries+.

## Synopsis
Cette série met en scène la vie quotienne du chef Jack Mannion de la police de Washington.

## Distribution

### Acteurs principaux
- Craig T. Nelson (VF : Michel Papineschi) : Chef Jack Mannion
- Roger Aaron Brown (VF : Olivier Proust puis Jean-Pierre Leclerc) : Chef-adjoint Joe Noland
- Elizabeth Marvel (VF : Guylène Ouvrard) : Officier Nancy Parras
- Sean Patrick Thomas (VF : Tony Marot) : Détective Temple Page
- Lynne Thigpen (VF : Anne Ludovik) : Ella Farmer (saisons 1 à 3)
- Justin Theroux (VF : Bertrand Liebert) : Attaché de presse Nick Pearce (saison 1, récurrent saison 2)
- David O'Hara (VF : Gérard Surugue) : Détective Danny « Mac » McGregor (saison 1)
- Jayne Brook (VF : Caroline Beaune) : Adjointe du maire Mary Ann Mitchell (saison 1 épisodes 1 à 13 + invitée saison 3)
- Jonathan LaPaglia (VF : David Krüger) : Kevin Debreno (saisons 2 à 4)

### Acteurs récurrents
- Wayne Duvall (VF : Richard Leblond) : Sergent Phil Brander (43 épisodes)
- Jean Smart (VF : Annie Balestra) : Sherry (14 épisodes)
- Richard Fancy (en) (VF : Jean-Claude Balard) : Bruce Logan (13 épisodes)
- Richard Burgi (VF : Bernard Lanneau) : Capitaine Vincent Hunter (12 épisodes)
- John Amos (VF : Med Hondo) : Maire Ethan Baker (saison 1, 10 épisodes)
- Kerrigan Mahan (en) : Howdy Dowdy (saison 1, 10 épisodes)
- Segun Ajaga (VF : Brigitte Lecordier) : Ricky Alvarez #1 (saison 1, 9 épisodes)
- Michelle Forbes (VF : Emmanuelle Bondeville) : Helen York (saison 1, épisodes 2 à 8)
- Chad Morgan (en) (VF : Alexandra Garijo) : Beth Mannion (7 épisodes)
- Gina Hecht (VF : Elisabeth Wiener) : Irma Coleman (saison 1, 4 épisodes + saison 4 épisode 8)
- Melinda McGraw : Vicky Montgomery, surnommée « Monty » (saisons 1 et 2, 4 épisodes)
- Rita S. Jett : Ferris Gluck (saisons 2 à 4, 28 épisodes)
- Christopher B. Duncan (en) (VF : Günther Germain) : Sergent Ray Cutter (saisons 2 à 4, 28 épisodes)
- Scottio Arnold : Scottie (saisons 2 à 4, 15 épisodes)
- Gregory Alan Williams (VF : Christian Pélissier) : Clive Rogers (saisons 2 à 4, 13 épisodes)
- William Turner (VF : Brigitte Lecordier) : Ricky Alvarez #2 (saisons 2 à 4, 10 épisodes)
- Valarie Pettiford (VF : Anne Jolivet) : Gayle Noland (saisons 2 à 4, 8 épisodes)
- Melinda Clarke (VF : Nathalie Régnier) : Détective Olivia Cahill (saisons 2 et 3, 5 épisodes)
- Scott Klace (en) : John (saisons 2 et 3, 5 épisodes)
- Alla Korot (VF : Céline Monsarrat) : Erin Vratalov (saisons 2 et 3, 5 épisodes)
- Phil Huggins : Jerome (saisons 2 et 3, 5 épisodes)
- Scarlett Chorvat : Kitty / Katherine (saison 2, 5 épisodes)
- Jaclyn Smith (VF : Marion Loran) : Vanessa Cavanaugh (saisons 3 et 4, 13 épisodes)
- Joseph C. Phillips (en) (VF : Jean-Paul Pitolin) : Morgan Turner (saisons 3 et 4, 9 épisodes)
- Kristen Wilson (VF : Julie Dumas) : Kendall Truman (saison 3, 9 épisodes)
- Alexandra Barreto (en) (VF : Chantal Baroin) : Maria Rodriguez (saison 3, 9 épisodes)
- Kelly Rutherford (VF : Laura Blanc) : Melinda Lockhart (saison 3, 6 épisodes)
- Ving Rhames (VF : Jean-Michel Martial) : Avocat général Troy Hatcher (saison 3, 5 épisodes)
- Vanessa Bell Calloway : Gwen Hendrix (saison 4, 5 épisodes)

### Invités
- Joanna Cassidy (VF : Catherine Davenier) : Teddy Reed (saison 2, épisodes 1, 3 et 16)
- Michael Ironside : Dmitri Putin (saison 2, épisodes 11 et 15)

 Source et légende : version française (VF) sur RS Doublage

## Épisodes

### Première saison (2000-2001)
1. Entrée en scène (Pilot)
2. Le Prix Lillie Sykes (Dirty Laundry)
3. L'Affaire Temple Page (Worst Block)
4. Remaniement (Surveillance)
5. Le Vrai Terroriste (The Real Terrorist)
6. Situation de crise (How They Lived)
7. Victimes imparfaites (Imperfect Victims)
8. Le Chacal (The Jackal)
9. Livraison à domicile (Pot Scrubbers)
10. La Guerre des pères Noël (The Santa Wars)
11. L'Étrangleur de Washington (The D.C. Strangler)
12. Fantômes du passé (Old Ghosts)
13. Le Justicier (Vigilance)
14. Le Cas Alex Carter (Rage Against the Machine)
15. Le Plus Dangereux des métiers (The Most Dangerous Job)
16. Une ville du Sud (A Southern Town)
17. Terre d'asile (New World)
18. Un héros de B.D. (Night Moves)
19. Les Chemins de l'extase (The Agony and the Ecstasy)
20. En première ligne (Running Towards Fire)
21. Opération recel (Don't Fence Me In)
22. Roulette russe (1re partie) (Fools Russian: Part 1)
23. Roulette russe (2e partie) (Fools Russian: Part 2)

### Deuxième saison (2001-2002)
1. Enquêtes pour homicide (Lost and Found)
2. La Valise diplomatique (Foreign Affair)
3. Meurtre à l'arraché ( Night Shift)
4. La Loi du silence (The Project)
5. Servir et protéger (To Serve and Protect)
6. Trafic d'armes (Melt Down)
7. Souvenirs amers (Bulldog's Ghost)
8. Discordes (Tug of War)
9. La Chasse au flic (Cop Hunt)
10. Jeudi noir (Thursday)
11. Un hiver russe (Russian Winter)
12. La Justice des hommes (Twist of Hate)
13. Savoir faire face (This Too Shall Pass)
14. Terre contaminée (Wasteland)
15. Fille contre fille (Daughter for Daughter)
16. L'Effet de serre (The Greenhouse Effect)
17. Encore en vie (Still Life)
18. La Chute d'un héros (Shades of Gray)
19. Conspirations (Shell Game) (Début d'un crossover avec Espions d'État (The Agency))
20. Le Secret de la confession (The Killing Point)
21. Sept minutes de trop (Convictions)
22. Guerre des gangs (Payback)

### Troisième saison (2002-2003)
1. Porté disparu (Resurrection)
2. Pétrole et cocaïne (Oil and Water)
3. La Protection des enfants (Explicit Activities)
4. Médecine parallèle (Drug Money)
5. Prêtres perdus (Faith)
6. Vieilles blessures (Old Wounds)
7. Le Deuxième Homme (The Second Man)
8. Des souvenirs encombrants (Free-Fire Zone)
9. La Mort de Georgia (Return of the King)
10. Noël en folie (Small Packages)
11. Dans les pas de Jenny (Goodbye, Jenny)
12. Étudiant criminel (Untouchable)
13. La Quarantaine (Sacrifices)
14. Un petit tour à l'Ouest (Blindsided)
15. Objectif : qualité de vie (Back in the Saddle)
16. La Chasse aux diamants (Last Waltz)
17. Mannion monte au créneau (Where There's Smoke)
18. Liens de sang (Bloodlines)
19. Au bord de la folie (Criminally Insane)
20. Insurrection (Rage)
21. Ella Mae (Ella Mae)
22. Partie de golf en Arizona (Into the Sunset)

### Quatrième saison  (2003-2004)
Elle a été diffusée à partir du 27 septembre 2003.
1. Le Retour de Mannion (Jack's Back)
2. Le Combat des chefs (The Devil You Know…)
3. Piège sur le Net (Free Byrd)
4. Sous conditionnelle (The Kindness of Strangers)
5. La Loi du Talion (Blind Eye)
6. L'Ombre de Jupiter (Jupiter for Sale)
7. Crime avec préméditation (A House Divided)
8. Perce nuage (Acceptable Losses)
9. Le Bienfaiteur (In God We Trust)
10. Pour le cœur d'Ella (Hollow Spaces)
11. Mia (The Voice Inside)
12. Souffle de vie (Breath of Life)
13. Conflit d´influence (Party Favors)
14. Alias (A.K.A.)
15. Le Blues d´Ella (D.C. Confidential)
16. Crime et escrime (On Guard)
17. L'Enlèvement (Family Values)
18. La Veuve noire (The Black Widow Maker)
19. Paradis sur ordonnance (Passing Time)
20. Guerre des gangs (Ten Thirty-Three)
21. État d'alerte (Open Season)
22. Mannion marie sa fille (Something Borrowed, Something Bruised)